# هیورهیل (اوهایو)
هیورهیل (به انگلیسی: Haverhill) یک منطقهٔ مسکونی در ایالات متحده آمریکا است که در اوهایو واقع شده‌است.